# Sorin Apostu
Sorin Apostu (n. 8 februarie 1968, Focșani, Vrancea, România) este un politician român, fost primar al municipiului Cluj-Napoca. Apostu a fost ales de două ori consilier local al municipiului Cluj-Napoca, în 2004 și 2008, iar în 2008 a fost desemnat ca viceprimar. Din această calitate, a devenit primar interimar în ianuarie 2009, după ce primarul Emil Boc a renunțat la funcție pentru a deveni Prim-Ministru al României. În 15 februarie 2009, a fost ales în funcția de primar la alegerile locale parțiale. În timpul mandatului de primar, Apostu a primit mită de la firmele aflate sub contract cu Primăria, mita fiind primită prin intermediul cabinetului de avocatură al soției; a fost anchetat și trimis în judecată de DNA, iar în cursul anchetei a fost suspendat din funcția de primar și obligat să-și dea demisia. În iulie 2014, a fost condamnat definitiv la 4 ani și 6 luni de închisoare pentru luare de mită.

## Activitate profesională
Este absolvent al Facultății de Medicină Veterinară și a Facultății de Comunicare și Relații Publice din București.
În prezent este profesor la Universitatea de Științe Agricole și Medicină Veterinară Cluj-Napoca, unde predă Managementul Calității și Microbiologie. Are 12 cărți editate.

## Activitate politică
În 2000 a intrat în politică, devenind membru al Partidului Democrat. A fost descoperit de Emil Boc. 
 La alegerile locale din 2004, a fost ales consilier local al municipiului Cluj-Napoca pe listele Partidului Democrat. A demisionat la scurt timp din funcția de consilier local și a preluat funcția de director al Direcției Tehnice din cadrul Primăriei Cluj-Napoca. În 2008, a candidat din nou pe listele de consilieri locali ai Partidului Democrat-Liberal, fiind ales consilier local al municipiului Cluj-Napoca și apoi viceprimar în iunie 2008. A fost ales ca primar interimar după demisia primarului Emil Boc în ianuarie 2009 și Partidul Democrat Liberal l-a desemnat drept candidat la funcția de primar pentru alegerile locale parțiale din 15 februarie 2009, pe care le-a câștigat din primul tur, cu 60,48% din voturi.

## Condamnarea penală
La data de 11 noiembrie 2011, Sorin Apostu, aflat în funcția de primar al Clujului, a fost arestat preventiv pentru 29 de zile sub acuzația de luare de mită în formă continuată.
Grupul infracțional îi cuprindea pe Simion Mureșan (patronul Electrogrup), Mustafa Bekar (director general al firmei KIAT) și Călin Stoia (asociat la Bretner).
Aceștia încheiau contracte de consultanță cu avocata Monica Apostu, soția primarului, pentru a masca mita.
Apostu a fost acuzat de DNA și că a primit 50.000 de euro de la comercianții de pepeni din Dăbuleni pentru a putea să-și vândă marfa în liniște la Cluj.
Sorin Apostu a fost condamnat inițial la 3 ani și 6 luni de închisoare pentru luare de mită de Curtea de Apel Mureș. În urma apelului, Înalta Curte de Casație și Justiție a mărit pedeapsa la 4 ani și 6 luni. Soția sa, Monica Apostu, a fost de asemenea găsită vinovată și condamnată la trei ani de închisoare, cu suspendare.